# Auguste Supper

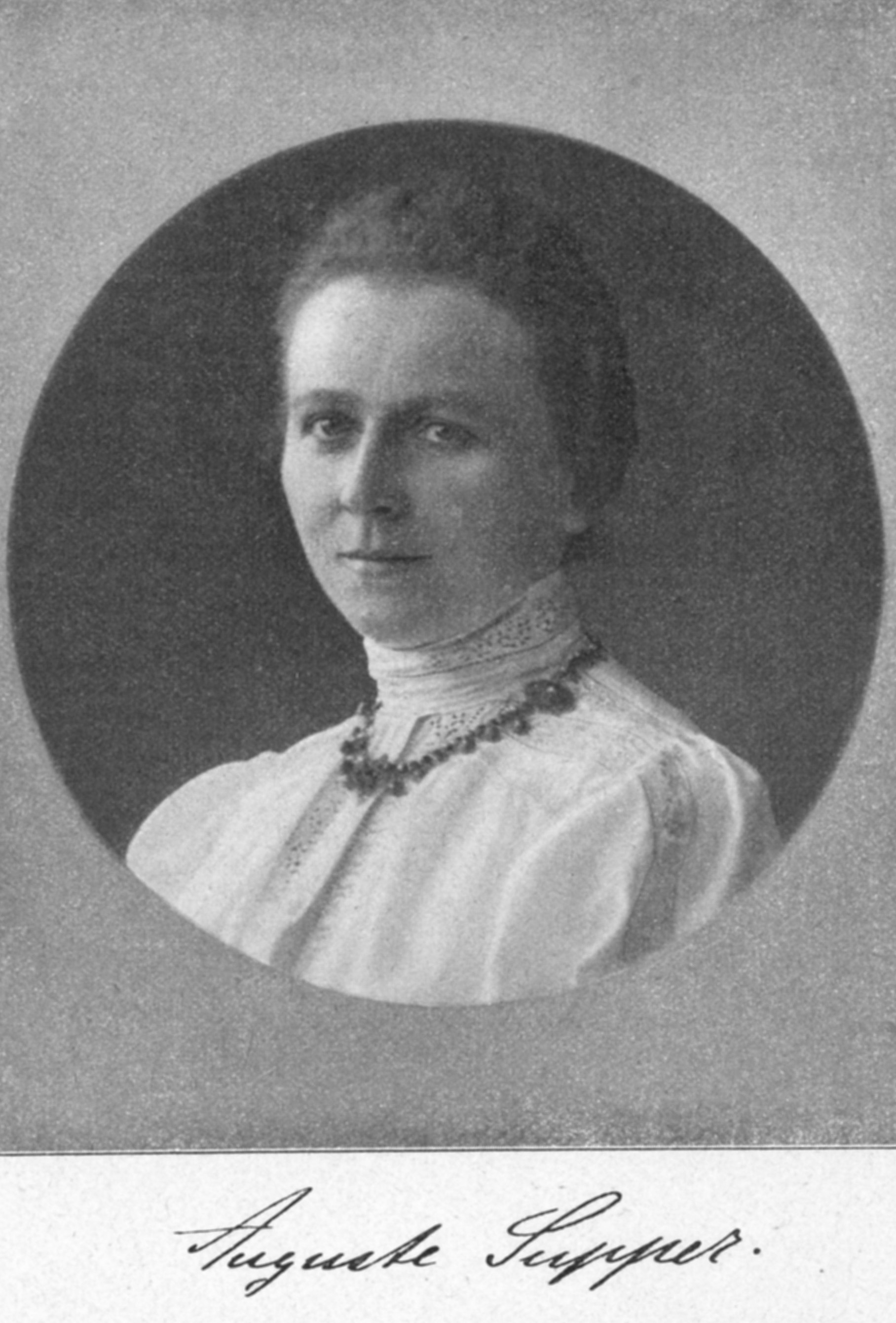
Auguste Supper

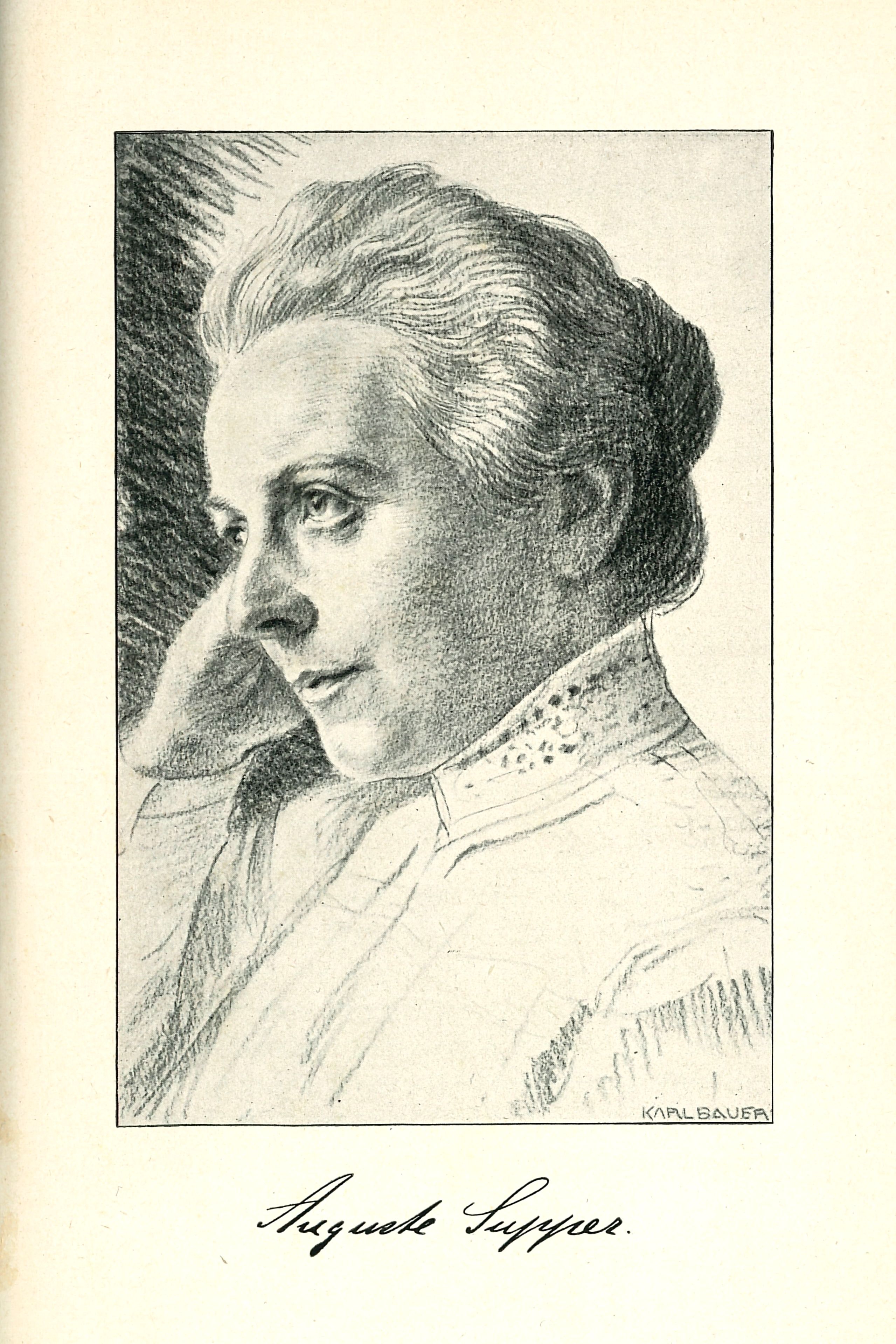
Auguste Supper, 1909 oder früher, Porträtzeichnung von Karl Bauer

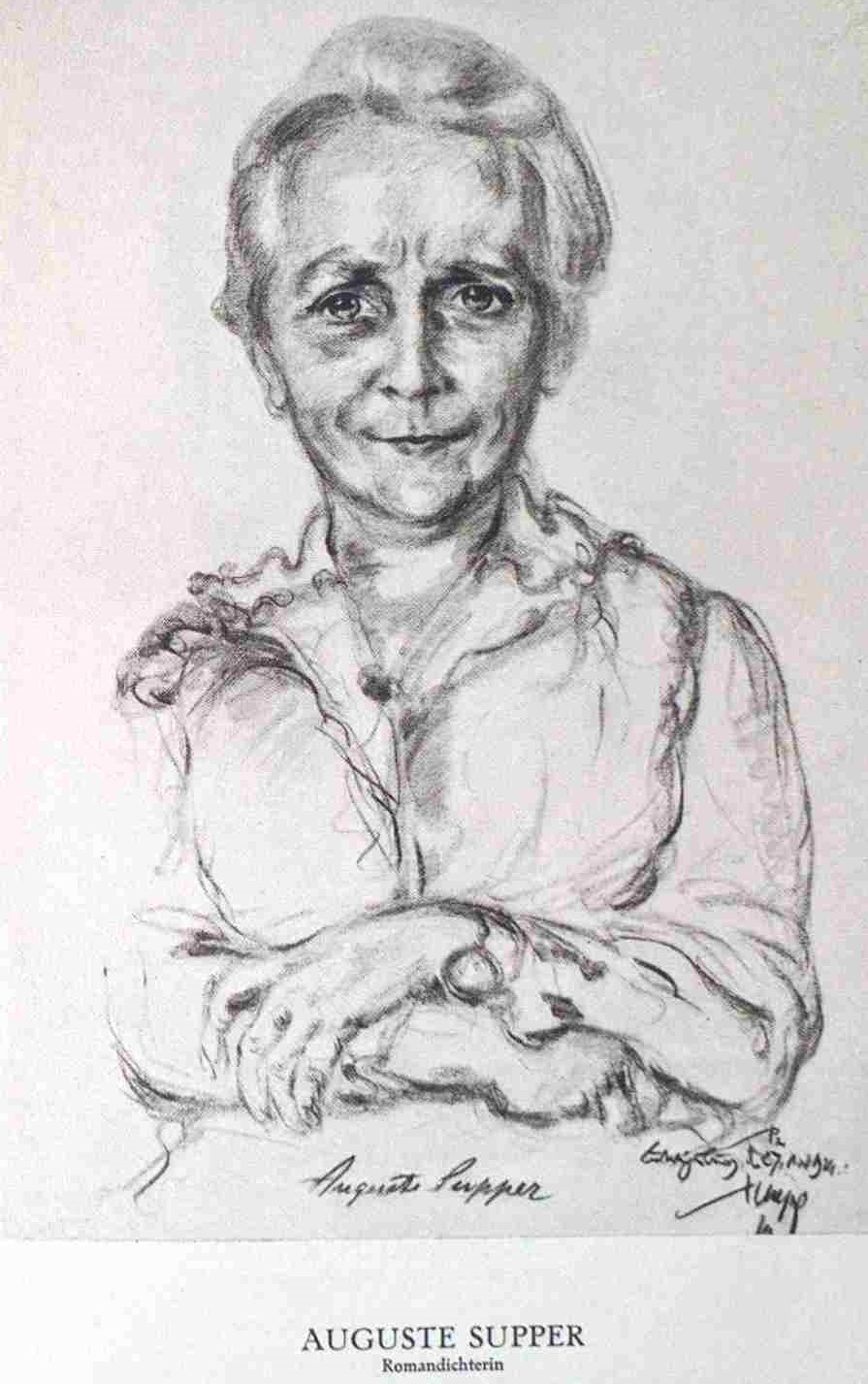
Emil Stumpp Auguste Supper (1926)

Auguste Supper (* 22. Januar 1867 in Pforzheim als Auguste Luise Schmitz; † 14. April 1951 in Ludwigsburg) war eine deutsche Schriftstellerin. 

## Leben
Auguste Supper war die Tochter eines Gastwirts und wuchs in Calw auf. Sie besuchte die Volksschule und eine Höhere Töchterschule. 1887 heiratete sie den Juristen Otto Heinrich Supper und zog mit ihm nach Ulm. Ab 1890 war das Ehepaar in Stuttgart ansässig, ab 1896 in Calw und ab 1905 wieder in Stuttgart. Nach dem Tod ihres Ehemanns im Jahre 1911 lebte Auguste Supper zuerst in Korntal, ab 1921 im Pfarrhaus in Hohengehren und schließlich ab 1923 in Ludwigsburg. Supper wurde auf dem Brüdergemeinde-Teil des neuen Korntaler Friedhofs an der Seite ihres Gatten bestattet.
Auguste Supper war zu Lebzeiten eine vielgelesene Autorin; vor allem ihre seit 1936 im C. Bertelsmann Verlag erschienenen Bücher erzielten hohe Auflagen, da sie inhaltlich der nationalsozialistischen Ideologie entsprachen. Die Autorin erhielt 1918 die Große Goldene Medaille für Kunst und Wissenschaft der württembergischen Krone und 1924 den Ebner-Eschenbach-Preis. In Anerkennung ihrer ideologischen Unterstützung war sie seit 1935 Ehrensenatorin der Reichsschrifttumskammer. In einer öffentlichen Veranstaltung ehrte die Stadt Pforzheim die anwesende Supper anlässlich ihres 70. Geburtstages als eine „Dichterin von deutscher Art, deutscher Liebe und deutscher Treue“; die Glückwünsche klangen aus in ein „Sieg-Heil auf Führer, die Dichterin und auf Volk und Vaterland.“ 1938 wurde sie Mitglied des neu gegründeten Schwäbischen Dichterkreises und 1942 schließlich mit dem Schwäbischen Dichterpreis ausgezeichnet. Suppers 1937 unter dem Titel Aus halbvergangenen Tagen erschienene Memoiren standen 1946 auf der ersten in der Sowjetischen Besatzungszone herausgegebenen „Liste der auszusondernden Literatur“. In Ludwigsburg und Korntal wurde 1954 eine Straße nach der Schriftstellerin benannt, später auch in Calw (1963) und Pforzheim (1975).
In ihrer Korntaler Zeit pflegte Auguste Supper Kontakte zur örtlichen Brüdergemeinde und Johannes Hesse. Später wich die Beziehung zum Pietismus einer zunehmend bibelkritischen und subjektivistischen Haltung, unter anderen beeinflusst von Christoph Schrempf, Carl Jatho und Gottfried Traub. Sie äußerte heftige Kritik an den Kirchen und war ab 1938 Mitglied der antisemitischen Deutschen Christen, die in Hitler den von Gott gesandten Retter sahen.

## Rezeption
Auguste Supper begann bereits während der Schulzeit mit dem Verfassen von Gedichten und veröffentlichte seit den 1890er Jahren literarische Texte. Ihr Werk umfasst hauptsächlich Romane und Erzählungen, die meist in der Schwarzwaldregion angesiedelt sind. Schon ihre frühen Arbeiten sind geprägt von einem entschiedenen Antikatholizismus sowie völkischen, antisemitischen und – besonders während des Ersten Weltkriegs – kriegsverherrlichenden Tendenzen. Ihrer tiefen Verehrung für den letzten württembergischen König Wilhelm II. verlieh sie auch noch nach dessen Tod im Jahre 1921 Ausdruck, übertrug diese dann jedoch auf Adolf Hitler, den sie als Heilsbringer ansah. In einem Gedicht mit der Überschrift „Der Retter“ etwa, das sie 1939, im Jahr von Hitlers 50. Geburtstag, veröffentlichte, lautet die letzte Strophe:
Nun schauen wir, geblendet, doch bereit,

ins Morgenrot von Deutschlands größter Zeit.

Der Retter, der ihr Bahn brach, sei gesegnet!

In seinem Kommen ist uns Gott begegnet.
Auch nach dem Zusammenbruch des Dritten Reichs blieb sie ihrer nationalsozialistischen Überzeugung treu. Hitlers Scheitern war für sie das Werk von Verrätern. Die Demokratie lehnte sie ab. Bei ihrem Entnazifizierungsverfahren, das vor der Spruchkammer Ludwigsburg durchgeführt wurde, kam es im Februar 1948 wegen ärztlich attestierter Verhandlungsunfähigkeit zunächst zu einer vorläufigen Einstellung. Das Verfahren endete durch Spruch vom 21. Juli 1948 mit einer Einstufung in die Kategorie Mitläufer und einer Sühnemaßnahme in Höhe von DM 50,00, obwohl das Bürgermeisteramt Ludwigsburg und der Ausschuss politischer Parteien auf Anfrage der Spruchkammer zuvor offiziell erklärt hatten, Supper habe „durch ihr Schrifttum dem Nationalsozialismus Hilfe geleistet“ bzw. denselben „nicht unwesentlich unterstützt“.
In der literarischen Würdigung der Nachkriegszeit zeigen sich gewisse Kontinuitäten. So erschien 1951, anlässlich des Todes von Supper, in der von Schriftleiter Oskar Rühle redigierten Schwäbischen Heimat unter dem Kürzel „H.L.“ ein Nachruf, in dem etwa noch vom „Blutserbe der aus bäuerlichem Geschlecht stammenden schwäbischen Mutter“ die Rede ist. Hinter dem Autorenkürzel dürfte sich Hellmuth Langenbucher verbergen, der bereits 1942 als Hauptschriftleiter der Zeitschrift Schwaben. Monatshefte für Volkstum und Kultur zusammen mit seinem damaligen Stellvertreter Oskar Rühle einen Artikel anlässlich der Verleihung des Schwäbischen Dichterpreises zu verantworten hatte. In diesem wird festgestellt wird, dass Supper „die ihr vom nationalsozialistischen Staat zugedachte Ehrung wie keine verdient hat.“ Noch 1963 sind in einem weiteren Beitrag in der Schwäbischen Heimat terminologische Anklänge an die Sprache der Blut-und-Boden-Ideologie erkennbar, wenn das Werk Suppers mit dem „Preußenblut und Schwabenblut“, das „gleicherweise in den Adern der Dichterin rollte“, sowie mit „Fonds von wertvollem Erbgut“ bzw. „wertvolle[r] Erbmasse“ in Verbindung gesetzt wird.
In einigen Kommunen sind Straßen nach Auguste Supper benannt. In Pforzheim, Ludwigsburg und Calw gibt es eine Auguste-Supper-Straße, in Korntal-Münchingen einen Auguste-Supper-Weg. Im Ludwigsburger Gemeinderat scheiterte am 29. Juli 2015 der Antrag der SPD-Fraktion, die Auguste-Supper-Straße umzubenennen, an der Ablehnung der CDU-Fraktion, der Fraktion der Freien Wähler und des Stadtrats der Republikaner. Auch ein Stadtrat der FDP lehnte die Vorlage ab.

## Werke
| - Der Mönch von Hirsau. Stuttgart 1898. - Da hinten bei uns. Erzählungen aus dem Schwarzwald. Eugen Salzer-Verlag, Heilbronn 1905. - Der schwarze Doktor. Erzählung aus Würzburgs düsterer Zeit. Eugen Salzer-Verlag, Heilbronn 1906. - Leut. Heilbronn 1907. - Im Flug durch Welschland. Heilbronn 1908. - Lehrzeit. Stuttgart u. a. 1909. - Holunderduft. München 1910. - Die Hexe von Steinbronn. Hamburg 1911. - Wie der Adam starb. München 1911. - Herbstlaub. Heilbronn 1912. - Die Mühle im kalten Grund. Heilbronn 1912. - Die neue Methode. Wiesbaden 1912. - Der Fürst und seine Fürstin. Stuttgart 1913. - Vom Wegesrand. Heilbronn 1913. - An unsere Soldaten. Stuttgart 1915. - Der Mann im Zug. Stuttgart u. a. 1915. - Vom jungen Krieg. Hagen i. W. 1915. - Gottfried Fabers Weg. Konstanz a.B. 1916. - Der Herrensohn. Stuttgart u. a. 1916. - Ausgewählte Erzählungen. Stuttgart u. a. 1917. - Hans Schneiders Narrheit. Wie die Annemei alt wurde. Zürich 1917. - Hermann Lohr. Gotha 1917. - Käuze. Heilbronn 1917. - Am steinernen Kopf. Stuttgart 1918. - Das Glockenspiel. Stuttgart u. a. 1918. | - Zwölfnächtespuk. Berlin u. a. 1919. - Sonderlinge. Berlin-Dahlem 1921. - Der Weg nach Dingsda. Stuttgart u. a. 1921. - Das hölzerne Schifflein. Stuttgart 1923. - Heimkehr. Stuttgart 1924. - Der Zerlumpte. Die Schachtel der alten Mine. Berlin 1925. - Hans-Albrechts Wanderschaft. Gütersloh 1926. - Muscheln. Stuttgart 1927. - Des Schusterjakobs Ältester. Bielefeld 1927. - Der stärkste Zauber. Berlin 1927. - Auf alten Wegen. Tübingen 1928. - Der Heß und sein Buch. Basel 1928. - Der Gaukler. Stuttgart 1929. - Die Mädchen vom Marienhof. Stuttgart u. a. 1931. - Begegnungen. Bielefeld u. a. 1933. - Wie unsereiner Weihnachten feiert. Hannover 1933. - Das Mädchen Peter und der Fremde. Gütersloh 1936. - Die Umfrage. Stuttgart 1936. - Aus halbvergangenen Tagen. München 1937. - Die große Kraft der Eva Auerstein. Gütersloh 1937. - Der Krug des Brenda. Gütersloh 1940. - Die von der Blumenwiese. Gütersloh 1943. - Schwarzwaldgeschichten. Stuttgart 1954. - Glücks genug. Heilbronn 1957. |